# Bert Visscher
Albert (Bert) Visscher (Groningen, 26 oktober 1960) is een Nederlandse cabaretier, die zich kenmerkt door ‘ongenuanceerde ongein’.

## Familie
Visscher is zoon van Kees Visscher en Jenny Visscher en heeft een oudere broer.
Vader Visscher was bekend als schrijver en verhalenverteller, met name in het Gronings.

## Levensloop
Visscher werd geboren in Groningen. Nadat hij zijn vroegste kinderjaren doorbrengt in het Groningse dorpje Foxhol, verhuist hij met zijn ouders en zijn oudere broer Jos naar Veendam. Na de lagere school komt hij terecht op de Winkler Prins Scholengemeenschap, waar hij de havo afmaakt. Daarna vertrekt hij naar Winschoten, om daar de Pedagogische Academie te gaan doen. Na twee jaar als onderwijzer voor de klas te hebben gestaan, eerst bij een vrije school en daarna bij een gewone basisschool, houdt hij het voor gezien en wordt freelance medewerker bij Radio Noord.
In het laatste jaar van de havo (1977) richt hij met vier anderen de cabaretgroep "Filter" op. Nadat de groep aanvankelijk vooral bekendheid oogst in het oosten van het land, breekt de groep – inmiddels niet meer in de originele bezetting – in 1981 door, wanneer ze meedoet aan het Camerettenfestival in Delft. Hoewel ze niet doordringen tot de finale, ontvangt Visscher de persoonlijkheidsprijs. In 1983 geeft de groep haar laatste voorstelling. Al in 1984 verschijnt Bert weer op de bühne met zijn eerste solovoorstelling Desnoods geblinddoekt op één been. Wel heeft hij, tot juni 2009, Pieter Kleinjan als vaste aangever. Visschers shows kenmerken zich door veel bizarre typetjes, rare kostuums en woeste tirades. Liedjes en conferences worden soms niet met een clou of slotzin beëindigd, maar eerder abrupt afgebroken. Sinds zijn show Jammer uit 1992 wordt er door alle humoristische chaos een rode draad aangebracht in de vorm van een soort verhaal. Desondanks bevatten de shows nog genoeg conferences, liedjes en typetjes die hier niet direct op aansluiten.
Tussen 1987 en 1992 speelde hij bij Theater te Water.
In 1992 ontvangt Visscher de Nar, een onderscheiding van de Vereniging van Schouwburg- en Concertgebouwdirecties (VSCD).
In 1998 is Visscher te zien in een tv-programma van cabaretier Arno van der Heyden op RTV Noord. Daar vertolkt hij de rol van bordeelhouder Harrie Poeste uit het Oost-Groningse plaatsje Beerta, die zijn bordeel heeft staan in "Beerta-Zuud". Als dit typetje scoort hij samen met Trio Put ook nog een regionale hit, getiteld Ain, Twai, Drai (Het gait om de neukerai) een parodie op het liedje Trojan Horse van Luv'.
Naast op het toneel staan, houdt Visscher zich bezig met presenteren. Zo is hij van januari 1991 tot de januari daarop medepresentator van het KRO-radioprogramma Liefdeslijn. In 1995 krijgt Visscher landelijke bekendheid door zijn presentatie van het muziekprogramma Poggibonsi bij de VARA op televisie, waarbij muzikale gasten centraal staan. Een tweede serie volgt vanaf maart 1997. In totaal worden het 20 afleveringen. Een derde serie komt er niet, maar Visscher blijft hangen bij de VARA en was vanaf 2004 tot 2005 regelmatig als medepresentator te zien in het satirische televisieprogramma Kopspijkers van Jack Spijkerman.
Op 27 april 2007 werd Visscher benoemd tot Ridder in de Orde van Oranje-Nassau. Op 21 oktober 2009 ging de voorstelling De Reis om de Wereld in 80 dagen in première. Dit was in samenwerking met NUHR en Het Zuidelijk Toneel. In deze komische voorstelling speelt Visscher de knecht Passepartout.

## Programma's

### Solo
- Desnoods geblinddoekt op één been (1984-1986)[1]
- Bij Parijs linksaf (1986-1989)
- Tango aan de Dnjepr (1989-1991)
- Don Chaôt en de foute architect (1991-1992)
- Jammer (1992-1994): de eerste show van Bert Visscher met een rode draad, ditmaal in de vorm van een circus.
- Fijne Nuances (1994-1996): Bert Visscher leeft in een bizarre sprookjeswereld en mag 7 nachten niet slapen omdat hij anders in een pompoen verandert.
- Voor ons hoeft het niet (1997-1999): Bert Visscher is stationschef. Zijn station is allang opgeheven, maar men is vergeten hem op te halen.
- Geluk zit in hele grote dingen (2000-2002): Bert Visscher speelt twee broers met een vete. De ene is vuurtorenwachter en de ander bordeelhouder. De bordeelhouder saboteert regelmatig de vuurtoren zodat de schepen vastlopen en hij weer klandizie van de zeelui heeft.
- Nee, dan Lourdes (2003-2005): Bert Visscher is de baas van een niet al te goed lopende kermis en probeert een nieuwe attractie van de grond te krijgen.
- Stoffe Jongens (2007-2009): Bert Visscher is een mijnwerker die de as van zijn overleden vader in de mijn moet uitstrooien, maar daardoor zelf in de mijn verdwaalt.
- Afijn (2011-2013): rode draad van de show is een ijsbaan, waaromheen allerlei problemen zijn zoals sponsoring en een ruzie tussen het bestuur en een ijsdansvereniging.
- Zelden zoiets gezien! (2014-2015): de voorstelling draait om vliegveld Ter Haxel en Bert Visscher die probeert om het lokale vliegveldje naar groot internationaal niveau te krijgen.
- Hij wordt vanzelf moe (2017-2021): Bert Visscher staat met 3 zigeunerwagentjes op een stukje grond waar een fabriek komt die strijkijzers maakt.
- Dat zie je een ander niet doen (2022-)

### Filter
- Vlucht voor het gerucht (1977)
- Dit en ander speelgoed (1979)
- Van ons naar jou is het drie stappen (1981)
- Una Serra Bizarra (1983)

## Films, series en theaterproducties
- Herman Finkers: van zijn elpee - Koster (1988)
- Suite 215 (1991)
- Voorheen Beukzicht (1993)
- Myxomatosis (1994)
- Poggibonsi (1995)
- Nachtvlinder (1999)
- Van Jonge Leu en Oale Groond - Twentse soap met o.a. Herman Finkers (2005)
- De Astronaute en de Ster - de stem van de Sterrenhapper (2006)
- Sinterklaasjournaal - Hans Knus (2007)/Jan Boel (2011-heden)
- Reis om de wereld in 80 dagen - Passepartout (2009)
- Leeghwater - Prof. Leeghwater (2013)
- Visscher Via Violen (2013)
- Sneuwitje en een stuk of zeven dwergen - Zwarte Barbara (2018)
- Ome Cor - voorman (2022)
- Opa Cor - voorman (2024)

### Bestseller 60
| Boeken met noteringen in de Nederlandse Bestseller 60 | Jaar van verschijnen | Datum van binnenkomst | Hoogste positie | Aantal weken | Opmerkingen |
| ----------------------------------------------------- | -------------------- | --------------------- | --------------- | ------------ | ----------- |
| Dat wordt nooit wat                                   | 2021                 | 17-03-2021            | 7               | 6            |             |
| Italianen kunnen niks                                 | 2022                 | 14-09-2022            | 8               | 8            |             |

## Discografie

### Dvd's
| Dvd met hitnotering(en) in de Nederlandse DVD Music Top 30 | Datum van verschijnen | Datum van binnenkomst | Hoogste positie | Aantal weken | Opmerkingen |
| ---------------------------------------------------------- | --------------------- | --------------------- | --------------- | ------------ | ----------- |
| Voor ons hoeft het niet                                    | 2001                  | 18-03-2001            | 18              | 4            |             |
| Jammer                                                     | 2003                  | 02-05-2003            | 30              | 2            |             |
| Fijne nuances                                              | 2003                  | 31-05-2003            | 17              | 10           |             |
| Afijn                                                      | 2014                  | 19-02-2014            | 17              | 10           |             |

## Wetenswaardigheden
- Visscher is getrouwd[3] en is vader van een zoon.
- Visscher draagt altijd rode schoentjes. Sinds zijn show Fijne Nuances loopt hij op rode, speciaal voor hem gemaakte, schoenen. Op dit idee kwam hij door Toon Hermans.
- Sinds 2014 heeft Bert Visscher ook zijn eigen app, Angry Bert geheten, die geïnspireerd is door het spel Flappy Bird.
- Samen met cabaretière Brigitte Kaandorp is hij ieder jaar te zien in Het Sinterklaasjournaal als het echtpaar Jan en Helma Boel.
- In 2020 was Visscher te gast in het televisieprogramma De Kist.
- In 2021 deed hij mee aan De Slimste Mens. Daar hield hij het vijf afleveringen vol en werd twee keer Slimste van de dag.
- In 2024 was Visscher te gast in het televisieprogramma Dit was het nieuws.